# 長吉秀夫
長吉 秀夫（ながよし ひでお、1961年12月26日 - ）は、日本の舞台制作者、著作家。

## 経歴
東京都出身。明治大学付属中野高等学校、明治大学政治経済学部卒業。幼少より江戸葛西囃子を習得し、祭り文化への興味を深めていく。
大学在学中より、舞台制作者として、内外の民俗音楽・舞踊やロックと出会い、全国津々浦々をツアーする日々が続く。その傍ら、ジャマイカやインド、ニューヨーク、ツバルなどを訪れながら、大麻やドラッグ、精神世界、ストリート・カルチャーなどに中心にした執筆を行い、現在に至る。
著書「ドラッグの品格」が茨城県を含む府県にて有害図書指定されたことに対して、2015年に茨城県に対し取消しを求める訴訟を起こした。第1回口頭弁論は同年7月9日、水戸地方裁判所で開かれた。
ニコニコ生放送で、モーリー・ロバートソン、️武田邦彦教授と大麻についての鼎談を行った（https://live.nicovideo.jp/watch/lv234565160）。

## 著作
- 『不思議旅行案内～僕らは神秘の中を行く～』出版社:大和出版　(1999/11)　ISBN 4804760733
- 『タトゥー・エイジ』出版社: 幻冬舎 (2005/02)　ISBN 978-4344007420
- 『不思議旅行案内～マリファナ・ミステリー・ツアー～』出版社: 幻冬舎 (2005/03)　ISBN 978-4344406346
- 『大麻入門』出版社: 幻冬舎 (2009/01)　ISBN 978-4344981126
- 『ドラッグの品格』出版社: ビジネス社 (2014/4/10) ISBN 978-4828417509
- 『がん治療の選択肢を増やそう! 医療大麻入門』出版社:キラジェンヌ (2017/01) ISBN 978-4-906913-59-6
- 『縄文ネイティブ』出版社:キラジェンヌ (2019/02)ISBN 978-4906913862
- 『大麻 禁じられた歴史と医療への未来』出版社：コスミック出版（2019/04）ISBN 978-4-7747-6054-4

### 連載
『火祭りと星船の民たち』「BURST HIGH」（コアマガジン）

## 主な舞台制作
- 『マイケル・ナイマン＆バラネスクオーケストラWITHギャビン・ブライヤーズ』（1990）
- 『SAVE THE LANDコンサート』山川健一・忌野清志郎・誰がカバやねんロックンロールSHOW・PANTA・人間椅子ほか 日比谷野外音楽堂（1991）
- 『まつりのまつり』（2012～2013）
- 『八代亜紀 モナムール by 前田憲男』東京文化会館 / 東京労音主催（2014）